# Udaijin
Udaijin (右大臣, , Ministro da Direita ), era um posto governamental no Japão no final do Período Nara e durante o Período Heian. Foi criado em 702 pelo Código Taihō e formava parte do Daijō-kan (Departamento de Estado).
O Udaijin era um Ministro de Estado Secundário, que controlava todos os setores do Departamento de Estado como assistente do Sadaijin (Ministro da Esquerda) e do  Daijō Daijin (Chanceler do Reino).
O Udaijin controlava quatro ministérios: o da Guerra (Hyōbu-shō), o da Justiça (Gyōbu-shō), o do Tesouro (Ōkura-shō) e o da Casa Imperial (Kunai-shō).
O posto de Udaijin junto com o resto da estrutura do Daijō-kan, perdeu gradualmente seu poder entre os Séculos X e XI, com a dominação política do Clã Fujiwara através de suas Regências (Sesshō e Kanpaku), tornando-se obsoleto no Século XII, quando o Clã Minamoto tomou o controle do país, desaparecendo completamente com a Restauração Meiji.

## Lista dos Udaijin
1. Soga no Kurayamada no Ishikawa no Maro (645 - 649)
2. Ōtomo no Nagatoko (649 - 651)
3. Soga no Murajiko (662 - 664)
4. Nakatomi no Kane (671 - 672)
5. Tajihi no Shima (690 - 700)
6. Abe no Miushi (701 - 703)
7. Isonokami no Maro (704 - 708)
8. Fujiwara no Fuhito (708 - 720)
9. Nagaya no Ōkimi (721 - 724)
10. Fujiwara no Muchimaro (735 - 737)
11. Tachibana no Moroe (738 - 743)
12. Fujiwara no Toyonari (749 - 757)
13. Fujiwara no Nakamaro (758 - 760)
14. Fujiwara no Toyonari (764 - 765)
15. Fujiwara no Nagate (766)
16. Kibi no Makibi (766 - 771)
17. Ōnakatomi no Kiyomaro (771 - 781)
18. Fujiwara no Tamaro (782 - 783)
19. Fujiwara no Korekimi (783 - 789)
20. Fujiwara no Tsuginawa  (ou Tsugutada, 790 - 796)
21. Príncipe Miwa (798 - 806)
22. Fujiwara no Uchimaro (806 - 812)
23. Fujiwara no Sonondo (Sonohito) (813 - 818)  [5]
24. Fujiwara no Fuyutsugu (821 - 825)
25. Fujiwara no Otsugu (825 - 832)
26. Kiyohara no Natsuno (832 - 837)
27. Fujiwara no Tadamori (838 - 840)
28. Minamoto no Tokiwa (840 - 844)
29. Tachibana no Ujikimi (844 - 847)
30. Fujiwara no Yoshifusa (848 - 857)
31. Fujiwara no Yoshisuke (857 - 867)
32. Fujiwara no Ujimune (870 - 872)
33. Fujiwara no Mototsune (872 - 880)
34. Minamoto no Masaru (882 - 888)
35. Fujiwara no Yoshiyo (891 - 896)
36. Minamoto no Yoshiari (896 - 897)
37. Sugawara no Michizane (899 - 901)
38. Minamoto no Hikaru (901 - 909)
39. Fujiwara no Tadahira (914 - 924)
40. Fujiwara no Sadakata (924 - 932)
41. Fujiwara no Nakahira (933 - 937)
42. Fujiwara no Tsunesuke (937 - 938)
43. Fujiwara no Saneyori (944 - 947)
44. Fujiwara no Morosuke (947 - 960)
45. Fujiwara no Akitada (960 - 965)
46. Minamoto no Takaakira (966 - 967)
47. Fujiwara no Morotada (967 - 969)
48. Fujiwara no Arihira (969 - 970)
49. Fujiwara no Koretada (970 - 971)
50. Fujiwara no Yoritada (971 - 977)
51. Minamoto no Masanobu (977 - 978)
52. Fujiwara no Kaneie (978 - 986)
53. Fujiwara no Tamemitsu (986 - 991)
54. Minamoto no Shigenobu (991 - 994)
55. Fujiwara no Michikane (994 - 995)
56. Fujiwara no Michinaga (995 - 996)
57. Fujiwara no Akimitsu (996 - 1017)
58. Fujiwara no Kinsue (1017 - 1021)
59. Fujiwara no Sanesuke (1021 - 1046)
60. Fujiwara no Norimichi (1047 - 1060)
61. Fujiwara no Yorinume (1060 - 1065)
62. Fujiwara no Morozane (1065 - 1069)
63. Minamoto no Morofusa (1069 - 1077)
64. Fujiwara no Toshiie (1080 - 1082)
65. Minamoto no Toshifusa (1082)
66. Minamoto no Akifusa (1083 - 1094)
67. Fujiwara no Tadazane (1100 - 1112) [6].
68. Minamoto no Masazane (1115 - 1122)
69. Fujiwara no Ietada (1122 - 1131)
70. Minamoto no Arihito (1131 - 1136) [7]
71. Sanjō Saneyuki (1149 - 1150) [7]
72. Minamoto no Masasada (1150 - 1154)
73. Fujiwara no Munesuke (1156 - 1157)
74. Konoe Motozane (1157 - 1160)
75. Tokudaiji Kinyoshi (1160 - 1161)
76. Matsudono Motofusa (1161 - 1164)
77. Fujiwara no Tsunemune (1164 - 1166)
78. Kujō Kanezane (1166 - 1186) [8]
79. Tokudaiji Sanesada (1186 - 1189)
80. Sanjō Sanefusa (1189 - 1190)
81. Fujiwara no Kanemasa (1190 - 1198)
82. Fujiwara no Yorizane (1198 - 1199)
83. Konoe Iezane (1199 - 1205)
84. Fujiwara no Tadataka (1204 - 1207)
85. Kasannoin Tadatsune ou (Kazanin Tadatsune, 1207 - 1208)
86. Konoe Michitsune (1208 - 1209)
87. Kujō Yoshisuke (1209 - 1211)
88. Tokudaiji Kintsugu (1211 - 1215)
89. Kujō Michiie (1215 - 1218)
90. Minamoto no Sanetomo (1218 - 1219)
91. Konoe Iemichi (1219 - 1221)
92. Tokudaiji Kintsugu (1221 - 1225)
93. Ōinomikado Morotsune (1225 - 1227)
94. Kujō Norizane (1227 - 1231)
95. Konoe Kanetsune (1231 - 1235)
96. Saionji Saneuji (1235 - 1236)
97. Nijō Yoshizane (1236 - 1238)
98. Sanjō Sanechika (1238 - 1240)
99. Ichijō Sanetsune (1240 - 1244)
100. Takatsukasa Kanehira (1244 - 1247)
101. Kujō Tadaie (1247 - 1252)
102. Nijō Michinaga (1252)
103. Kasannoin Sadamasa (ou Kazanin Sadamasa, 1252 - 1254)
104. Saionji Kinsuke (1255 - 1258)
105. Tōin Saneo (1258 - 1261)
106. Konoe Motohira (1261 - 1265)
107. Takatsukasa Mototada (1265 - 1269)
108. Ichijō Ietsune (1269)
109. Kasannoin Michimasa (1269 - 1271)
110. Nijō Morotada (1271 - 1276)
111. Kujō Tadanori (1276 - 1288)
112. Konoe Iemoto (1288 - 1289)
113. Takatsukasa Kanetada (1289 - 1292)
114. Nijō Kanemoto (1292 - 1297)
115. Kujō Moronori (1297 - 1299)
116. Saionji Kinhira (1299 - 1300)
117. Tokudaiji Kimitaka (1300 - 1302)
118. Takatsukasa Fuyuhira (1302 - 1306)
119. Konoe Iehira (1306 - 1309)
120. Nijō Michihira (1309 - 1313)
121. Konoe Tsunehira (1313 - 1316)
122. Tōin Saneyasu (1316 - 1318)
123. Kasannoin Iesada (ou Kazanin Iesada, 1318 - 1319)
124. Kujō Fusazane (1319 - 1322)
125. Imadegawa Kanesue (1322 - 1323)
126. Konoe Tsunetada (1324 - 1330)
127. Konoe Mototsugu (1330 - 1331)
128. Koga Nagamichi (1331 - 1332)
129. Ōmiya Suehira (1332 - 1333)
130. Koga Nagamichi (1333 - 1334)
131. Konoe Tsunetada (1334)
132. Takatsukasa Fuyunori (1334 - 1335)
133. Tōin Kinkata (1335 - 1337)
134. Kujō Michinori (1337 - 1339)
135. Takatsukasa Morohira (1339 - 1343)
136. Nijō Yoshimoto (1343 - 1347)
137. Kujō Tsunenori (1347 - 1349)
138. Konoe Michitsugo (1349 - 1360)
139. Takatsukasa Fuyumichi (1360 - 1362)
140. Koga Michimasa (1362 - 1366)
141. Saionji Sanetoshi (1366 - 1367)
142. Nijō Shiryō (1367 - 1370)
143. Kujō Tadamoto (1370 - 1375)
144. Nijō Morotsugu (1375 - 1378)
145. Konoe Kanetsugu (1378 - 1388)
146. Koga Tomomichi (1388 - 1394)
147. Imadegawa Kinnao (1394 - 1395)
148. Imadegawa Sanenao (1395)
149. Kasannoin Michisada (1395)
150. Tōin Kinsada (1395 - 1396)
151. Sanjō Minorufuyu (1396 - 1399)
152. Kujō Kyōji (1399 - 1403)
153. Imadegawa Kimiyuki (1403 - 1411)
154. Takatsukasa Fuyuie (1411 - 1414)
155. Kujō Mitsurukyō (1415 - 1418)
156. Tokudaiji Kimitoshi (1418 - 1419)
157. Nijō Mochimoto (1419 - 1420)
158. Saionji Minoruei (1420 - 1421)
159. Sanjō Kinmitsu (1421 - 1423)
160. Ichijō Kaneyoshi (1424 - 1429)
161. Konoe Fusatsugu (1429 - 1438)
162. Takatsukasa Fusahira (1438 - 1446)
163. Nijō Mochimichi (1446 - 1454)
164. Tōin Jitsuhiro (1454 - 1455)
165. Ichijō Norifusa (1455 - 1457)
166. Sanjō Minoruryō (1457)
167. Konoe Kyomoto (1457 - 1462)
168. Tokudaiji Kōyū (1462 - 1464)
169. Koga Michihiro (1464 - 1466)
170. Nijō Masatsugu (1466 - 1468)
171. Kujō Masamoto (1468 - 1475)
172. Takatsukasa Masahira (1475 - 1476)
173. Konoe Masaie (1476 - 1479)
174. Sanjō Kinatsu (1479 - 1480)
175. Imadegawa Kyōki (1480 - 1481)
176. Saionji Minorutō (1481 - 1483, Saionji Jitsuto)
177. Ōinomikado Shinryō (1483 - 1487)
178. Kasannoin Masanaga (1487 - 1490)
179. Konoe Hisamichi (1490 - 1497)
180. Imadegawa Kinoki (1497)
181. Nijo Naomoto (1497 - 1499 , Nijo Naoki)
182. Koga Toyomichi（1499 - 1500, Koga Yutakatsū)
183. Kujō Hisatsune (1501 - 1506, Kujo Naokei)
184. Saionji Kōfuji (1506 - 1507, Saionji Oyakefuji)
185. Takatsukasa Kanesuke（1507 - 1515）
186. Sanjō Saneka (1515 - 1518）
187. Nijō Korefusa (1518 - 1521）
188. Ōinomikado Hemei （1521 - 1523）
189. Konoe Taneie （1523 - 1528)
190. Koga Tsūgen (1528 - 1536)
191. Takatsukasa Tadafuyu（1537 - 1541)
192. Ichijō Fusamichi（1541 - 1542)
193. Sanjōnishi Kineda (1542 - 1543)
194. Sanjō Kinyori (1543 - 1545)
195. Imadegawa Kinhiko (1545 - 1546)
196. Nijō Haruyoshi (1546 - 1547)
197. Ichijō Kanefuyu (1547 - 1553)
198. Konoe Sakihisa (1553 - 1554)
199. Saionji Kintomo （1554 - 1557)
200. Kasannoin Suke （1557 - 1574)
201. Kujō Kanetaka （1574 - 1576)
202. Ichijō Uchimoto （1576 - 1577)
203. Oda Nobunaga (1577 - 1578)
204. Nijō Akizane (1579 - 1584)
205. Kikutei Harusue (1585 - 1595, 1598 - 1603)
206. Tokugawa Ieyasu (1603)
207. Toyotomi Hideyori (1605 - 1607)
208. Kujō Yukiie (1607-1612)
209. Takatsukasa Nobuhisa (1612 - 1614)
210. Konoe Nobuhiro (1615 - 1620)
211. Saionji Sanemasu (1620 - 1621)
212. Kasannoin Sadahiro (1621)
213. Ichijō Akiyoshi (1621 - 1629)
214. Nijō Yasumichi (1629 - 1633)
215. Takatsukasa Norihira (1633 - 1640)
216. Sanjōnishi Sanēda (1640)
217. Kujō Michifusa (1640 - 1642)
218. Konoe Hisatsugu (1642 - 1647)
219. Nijō Mitsuhira (1647 - 1652)
220. Imadegawa Tsunesue (1652)
221. Nijō Mitsuhira (1652)
222. Sanjō Sanehide  (1652 - 1653)
223. Kasannoin Sadayoshi (1654)
224. Saionji Saneharu (1654 - 1655)
225. Ichijō Norisuke (1655 - 1660)
226. Tokudaiji Kinnobu (1660 - 1661)
227. Takatsukasa Fusasuke (1661 - 1663)
228. Ōinomikado Tsunetaka (1663 - 1664)
229. Sanjo Kintomi (1664 - 1665)
230. Koga Hiromichi (1665)
231. Kujō Kaneharu (1665 - 1671)
232. Konoe Motohiro (1671 - 1678)
233. Ichijō Kaneteru (1678 - 1683)
234. Takatsukasa Kanehiro (1683 - 1691)
235. Ōinomikado Tsunemitsu (1691 - 1693)
236. Konoe Iehiro (1693 - 1704)
237. Kujō Sukeminoru (1704 - 1708)
238. Nijō Tsunahira (1708 - 1715)
239. Konoe Iehisa (1715 - 1722)
240. Nijō Yoshitada (1722 - 1726)
241. Ichijō Kaneka (1726 - 1737)
242. Nijō Munehira (1738)
243. Nakanoin Michimi (1738)
244. Saionji Munesue (1738)
245. Ichijō Michika (1738 - 1745)
246. Daigo Fuyuhiro (1745)
247. Koga Koremichi (1745 - 1746)
248. Konoe Uchisaki (1746 - 1749)
249. Kasannoin Tsunemasa (também chamado Tokimasa, 1749)
250. Nijō Munemoto (1749 - 1754)
251. Sanjō Saneaki (1754)
252. Koga Michie (1754 - 1755)
253. Kujō Naozane (1755 - 1760)
254. Takatsukasa Sukehira (1760 - 1779)
255. Daigo Tsunetane (1779)
256. Sanjō Sueharu (1779)
257. Ichijō Teruyoshi (1779 - 1787)
258. Konoe Tsunehiro (1787 - 1791)
259. Nijō Harutaka (1791 - 1796)
260. Ōinomikado Ietaka (1796)
261. Saionji Yoshisue (1796 - 1797)
262. Ichijō Tadayoshi (1797 - 1814)
263. Sanjō Saneoki (1814)
264. Konoe Motosaki (1814 - 1815)
265. Tokudaiji Sanemi (1815)
266. Takatsukasa Masamichi (1815 - 1820)
267. Kasannoin Yoshinori (1820)
268. Nijō Narinobu (1820 - 1824)
269. Kujō Hisatada (1824 - 1847)
270. Konoe Tadahiro (1847 - 1857)
271. Ōinomikado Tsunehisa (1857)
272. Takatsukasa Sukehiro (1857 - 1859)
273. Kasannoin Ieatsu (1859 - 1862)
274. Nijō Nariyuki (1862 - 1864)
275. Tokudaiji Kinito (1864 - 1867)
276. Ichijō Saneyoshi (1867)
277. Tokudaiji Kinito (1867 - 1868)
278. Sanjō Sanetomi (1868 - 1869)

## Lista dosUdaijindaCorte de Yoshino(Corte do Sul, Nanchō)
1. Nijō Moromoto (1339 - 1353)
2. Tōin Saneyo (1353 - ????)
3. Tōin Kinyasu
4. Saionji Kinshige
5. Kitabatake Akinobu
6. Tōin Sanemori (???? - 1371)
7. Nijō Noriyori (1371 - 1372)
8. Kitabatake Akiyoshi (1372 - 1381)
9. Nijō Fuyuzane (1381 - 1383)
10. Yoshida Munefusa (1383 - ????)